# Hemiphyllodactylus changningensis
Espèce
Hemiphyllodactylus changningensis est une espèce de geckos de la famille des Gekkonidae.

## Répartition
Cette espèce est endémique du Yunnan en Chine. Elle se rencontre dans les montagnes du xian de Changning.

## Description
Les mâles mesurent jusqu'à 40,1 mm de longueur standard et les femelles jusqu'à 43,8 mm.

## Étymologie
Son nom d'espèce, composé de changningensis et du suffixe latin -ensis, « qui vit dans, qui habite », lui a été donné en référence au lieu de sa découverte, le xian de Changning.

## Publication originale
- Guo, Zhou, Yan & Li, 2015 : A new species of Hemiphyllodactylus Bleeker, 1860 (Squamata: Gekkonidae) from western Yunnan, China. Zootaxa, no 3974 (3), p. 377–390.